# Chicowka
Chicowka (ros. Хицовка) – wieś (ros. деревня, trb. dieriewnia) w zachodniej Rosji, w osiedlu wiejskim Szatałowskoje rejonu poczinkowskiego w obwodzie smoleńskim.

## Geografia
Miejscowość położona jest nad rzekami Chmara i Swiecza, przy drodze federalnej R120 (Orzeł – Briańsk – Smoleńsk – Witebsk) i drodze regionalnej 66A-2 (Chicowka – granica z Białorusią), 5 km od centrum administracyjnego osiedla wiejskiego (Szatałowo), 5,5 km od centrum administracyjnego rejonu (Poczinok) i stacji kolejowej tamże, 51 km od Smoleńska.

## Historia
W czasie II wojny światowej od lipca 1941 roku wieś była okupowana przez hitlerowców. Wyzwolenie nastąpiło we wrześniu 1943 roku.

## Demografia
W 2010 r. miejscowość zamieszkiwało 150 osób.